# Limnosipanea
Limnosipanea es un género con tres especies de plantas con flores perteneciente a la familia de las rubiáceas.
Es nativo del centro y sur de América tropical.

## Especies
- Limnosipanea erythraeoides (Cham.) K.Schum. in C.F.P.von Martius & auct. suc. (eds.) (1889).
- Limnosipanea palustris (Seem.) Hook.f. (1868).
- Limnosipanea spruceana Hook.f. (1868).